# CA Bastia
Cercle Athlétique Bastiais hay CA Bastia là một đội bóng đá Pháp được thành lập năm 1920. Họ có trụ sở tại Bastia, Corsica và chơi ở điểm cao nhất của họ ở Ligue 2, tầng thứ hai của hệ thống giải đấu bóng đá Pháp.
Sân vận động lịch sử của họ là Stade d'Erbajolo ở Bastia, mặc dù họ đã chơi các trận sân nhà Ligue 2 của họ ở Armand-Césari, sân vận động của đội chuyên nghiệp khác của Bastia, SC Bastia.
Năm 2017, sau khi xuống hạng từ năm 2016-17 Championat National, họ đã sáp nhập với Borgo FC để thành lập FC Bastia-Borgo.

## Cựu cầu thủ
- liên_kết=|viền Naby Damba